# COC Nederland

COC-Logo

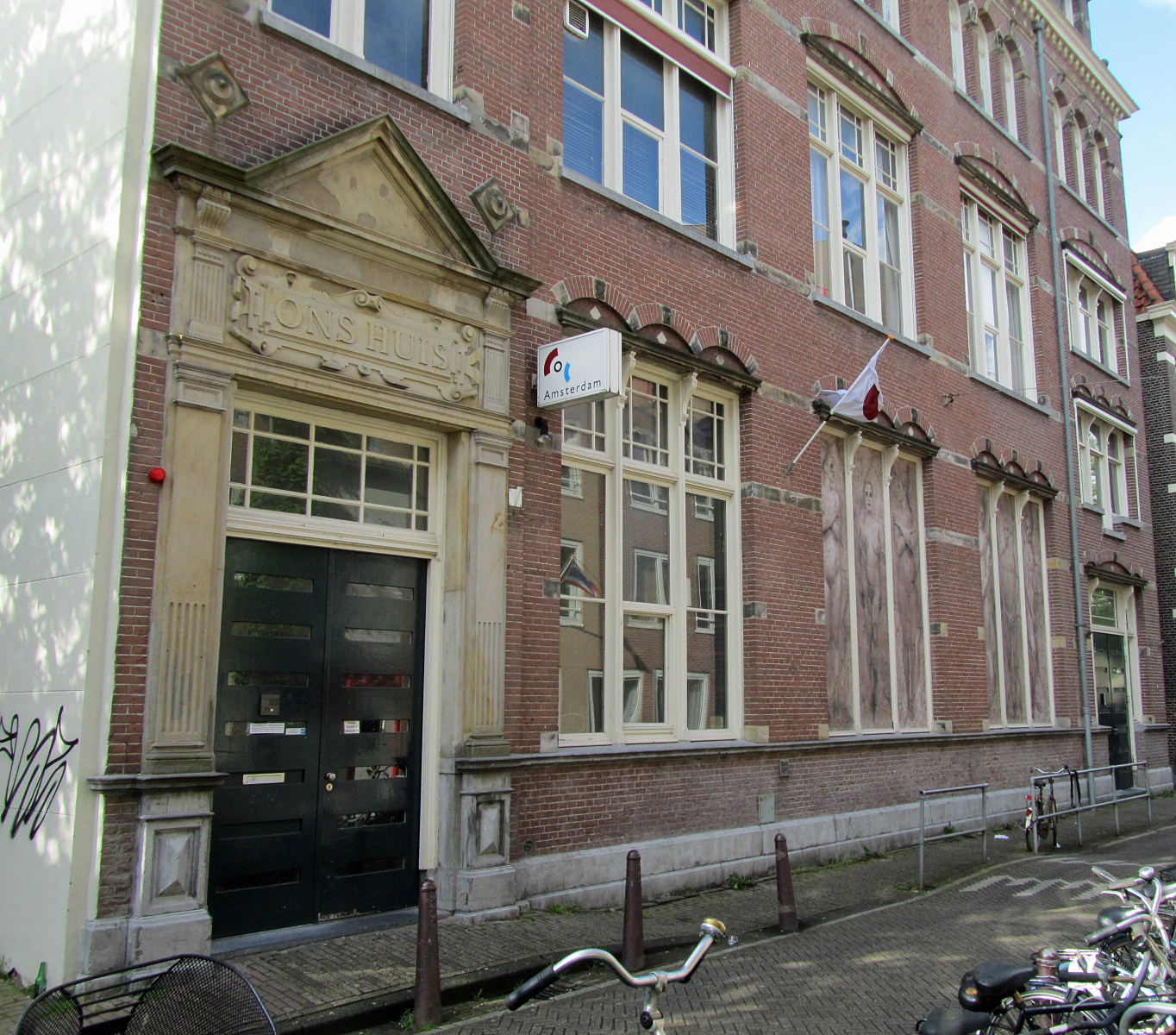
COC-Vereinssitz in Amsterdam

COC Nederland (offiziell: Nederlandse Vereniging voor Integratie van Homoseksualiteit COC (N.V.I.H. - COC)) ist die wichtigste Organisation für LGBT-Rechte in den Niederlanden. Der Sitz des Vereins befindet sich in Amsterdam.
Der Begriff COC stand anfangs für Cultuur- en Ontspanningscentrum (dt. „Kultur- und Freizeitzentrum“). Die Organisation wurde 1946 gegründet und ist die älteste gegenwärtig noch bestehende LGBT-Vereinigung der Welt.
Seit 2000 hat das COC seine föderalen Strukturen auf 24 lokale Untergruppen aufgeteilt, die sich auf nationaler Ebene unter dem Namen Federatie van Nederlandse Verenigingen tot Integratie van Homoseksualiteit COC Nederland (Zusammenschluss niederländischer Vereinigungen für die Integration von Homosexualität COC Niederlande) vereint. Insgesamt haben alle Untergruppen zusammen rund 7.000 Mitglieder. Vorsitzender ist Frank van Dalen.

## Aktivitäten
Die lokalen Gruppen fokussieren ihre Aktivitäten innerhalb ihrer Region. Sie bieten persönliche Hilfen, Informationen und Veranstaltungen, wo sich homosexuelle Menschen treffen können. Auf nationaler Ebene engagiert sich das COC in politischem Lobbying (Themen: Homosexualität, Erziehung, Gleichstellung). Das COC publiziert auch das Magazin Expreszo, um jungen homosexuellen Menschen ihr Coming-out zu erleichtern.
Das COC arbeitet auch international, insbesondere in verschiedenen osteuropäischen und zentralasiatischen Ländern, wo es sich engagiert.

## Geschichte
Am 7. Dezember 1946 wurde der Shakespeare Club in Amsterdam gegründet. Die Gründer waren einige schwule Männer, die sich in der Zeitschrift Levensrecht (Lebensrecht) engagierten. Dieses Magazin war einige Monate vor der deutschen Invasion in den Niederlanden 1940 gegründet worden und erschien nach dem Zweiten Weltkrieg erneut. Der Shakespeare Club wurde 1949 in Cultuur- en Ontspanningscentrum (COC) umbenannt. In den Anfängen wurde die Organisation von Bob Angelo, (Pseudonym von Niek Engelschman) geleitet.
Die Ziele des COC waren zum einen soziale Emanzipation der Gesellschaft und die Ermöglichung einer Kultur und Infrastruktur für die Community. Des Weiteren richtete sich das Ziel auf eine Reform des Artikel 248-bis im Wetboek van Strafrecht (niederländisches Strafgesetzbuch). Dieser Paragraph stellte den gleichgeschlechtlichen Sexualkontakt zwischen 16 und 21 Jahren unter Strafe und ließ Haftstrafen bis zu einem Jahr Haft zu. Hingegen war für heterosexuelle Menschen das Schutzalter bei 16 Jahren. 
In den ersten Jahren des Bestehens hatten die niederländischen Behörden den Shakespeare Club und das COC unter Beobachtung. Der Verein weitete sich nach Den Haag, Rotterdam und später nach Utrecht und Arnheim aus.
In anderen niederländischen Städten wie Groningen, Leeuwarden und Eindhoven trafen anfänglich die ersten Schritte der Vereinigung auf Widerstand der lokalen Behörden.
Eine wichtige Konsequenz aus den Aktivitäten das COC war in den 50ern und 60ern des 20. Jahrhunderts die Entstehung einer Subkultur von Bars und Diskotheken; zuvor in der Vorkriegszeit mussten sich homosexuelle Menschen in Parks, auf den Straßen oder in öffentlichen Toiletten treffen.
1962 übernahm Benno Premsela von Bob Angelo die Leitung des COC. Mit der neuen Leitung wurde das COC in der Öffentlichkeit bekannter; sichtbar auch in der Änderung des Vereinsnamens: von Cultuur- en Ontspanningscentrum zu Nederlands Vereniging voor Homofielen COC (Niederländische Vereinigung für Homophile COC). Erstmals wurde klar deutlich gezeigt, dass es sich um eine Vereinigung homosexueller Menschen handelte.
In den 1970er Jahren wurde Homosexualität zunehmend in der niederländischen Gesellschaft akzeptiert. 1971 wurde Artikel 248 reformiert und 1973 wurde das COC offiziell registriert. Seit 1971 war der Name des Vereins Nederlandse Vereniging voor Integratie van Homoseksualiteit COC. 
Neben dem COC entstanden in den 1970er Jahren weitere LGBT-Vereine in den Niederlanden. Das COC verlor an Einfluss in der Community und fokussierte seine Arbeit vorrangig auf Politik.
In den 1980er Jahren wurde AIDS ein Hauptthema des Vereins und das COC wurde zum Ansprechpartner der niederländischen Regierung. 
Die Öffnung der Ehe für homosexuelle Paare in den Niederlanden in den 1990er Jahren ist hingegen mehr ein Verdienst von Gay Krant. Bis Mitte der 90er des 20. Jahrhunderts vertrat das COC eher die Position, dass die Ehe als Institution abzulehnen sei.

## Einzelnachweis
1. ↑  COC - Englisch (Memento des Originals vom 5. Februar 2007 im Internet Archive)  Info: Der Archivlink wurde automatisch eingesetzt und noch nicht geprüft. Bitte prüfe Original- und Archivlink gemäß Anleitung und entferne dann diesen Hinweis.